# Robert Nowakowski (fizykochemik)
Robert Aleksander Nowakowski – polski fizykochemik, dr hab. nauk fizycznych, profesor Instytutu Chemii Fizycznej Polskiej Akademii Nauk.

## Życiorys
W 1985 ukończył studia fizyczne w Politechnice Warszawskiej, 21 grudnia 1992 obronił pracę doktorską Optymalizacja rozdzieleń w wysokosprawnej chromatografii cieczowej poprzez symulację komputerową, 13 grudnia 2005 habilitował się na podstawie rozprawy zatytułowanej Badanie przebiegu procesów zachodzących na powierzchniach ciał stałych metodami skaningowej mikroskopii tunelowej (STM) i sił atomowych (AFM). 9 maja 2018 nadano mu tytuł profesora w zakresie nauk chemicznych.
Jest profesorem w Instytucie Chemii Fizycznej Polskiej Akademii Nauk, oraz przewodniczącym rady naukowej w Instytucie Katalizy i Fizykochemii Powierzchni im. Jerzego Habera Polskiej Akademii Nauk.